# Tenor (stemme)
 For alternative betydninger, se Tenor. (Se også artikler, som begynder med Tenor)
Tenor er i korsammenhæng den høje (lyse) mandlige stemme i fuldregister – i modsætning til bas. 
Den typiske tenor stemme ligger fra C3 – det er C 1 oktav lavere end "nøgle C" til A4 over nøgle C.
Nogle tenorer kan synge ekstremt høje toner Tenor C der er C5 som er 1 oktav over nøglehuls C.
Tenor stemmen ligger placeret over bas, men under kvinde stemmerne sopran og alt. Der findes 2 slags tenorer i korsammenhæng: 1. tenor den lyse og 2. tenor den lidt mørkere tenor. Derudover findes der en såkaldt kontratenor – en mandsstemme, hvis register svarer nogenlunde til kvindestemmernes alt.
Tenorstemmen indgår som en del af det klassiske firstemminge sopran-alt-tenor-bas-kor.
I operaens verden findes der mange typer tenorer helt fra den lette og lyse Tenore Leggiero til mere dramatiske og mørkere klingende Tenore Drammatico, Robusto eller Heldentenor, som især er kendt i Wagner repertoiret.
I ældre musik synger kontratenoren ofte partier, der oprindelig er skrevet for kastratsangere; En kastratsanger er en mand med en sangstemme, der svarer til en sopran, mezzosopran eller alt.  
I visse musikgenrer, f.eks. bluegrass og forskellige former for folkemusik betegner tenor en andenstemme til sangens melodi, der ligger over den i stedet for den traditionelt klassiske, der ligger under.[kilde mangler]

## Ordet Tenor
Navnet Tenor komme fra latinsk Tenere – det betyder "at holde" – da det var den stemme der holdt melodien.
I kirkerne var der kun mandsstemmer – bas og tenor. Kvinder sang ikke i kirkerne. Så den lyse tenor stemme skulle også synge melodi stemmen.
Her brugte mænd ofte at synge i falset. 

### Nogle kendte tenorer
- Enrico Caruso
- Luciano Pavarotti
- Jussi Björling
- Plácido Domingo
- Ejnar Forchhammer
- Alfredo Kraus
- Andrea Bocelli
- Freddie Mercury
- Michael Jackson
- Amaury Vassili
- Matthew Bellamy
- Axl Rose
- Giovanni Martinelli
- Aureliano Pertile

 Der er for få eller ingen kildehenvisninger i denne artikel, hvilket er et problem. Du kan hjælpe ved at angive troværdige kilder til de påstande, som fremføres i artiklen.